# Wojna edytorowa
Wojny edytorowe – kłótnie internetowe, dotyczące edytorów tekstu vi i Emacs, będące częścią kultury hakerskiej i ruchu wolnego oprogramowania. Kłótnie te zaowocowały licznymi dowcipami, a nawet piosenkami i grami komputerowymi.
Vi ma specyficzną składnię, o której (zwłaszcza wśród użytkowników Emacsa) krążą dowcipy typu:
– Jak wygenerować losowy ciąg znaków?
– Posadzić nowego użytkownika przed vi i kazać mu wyłączyć edytor.

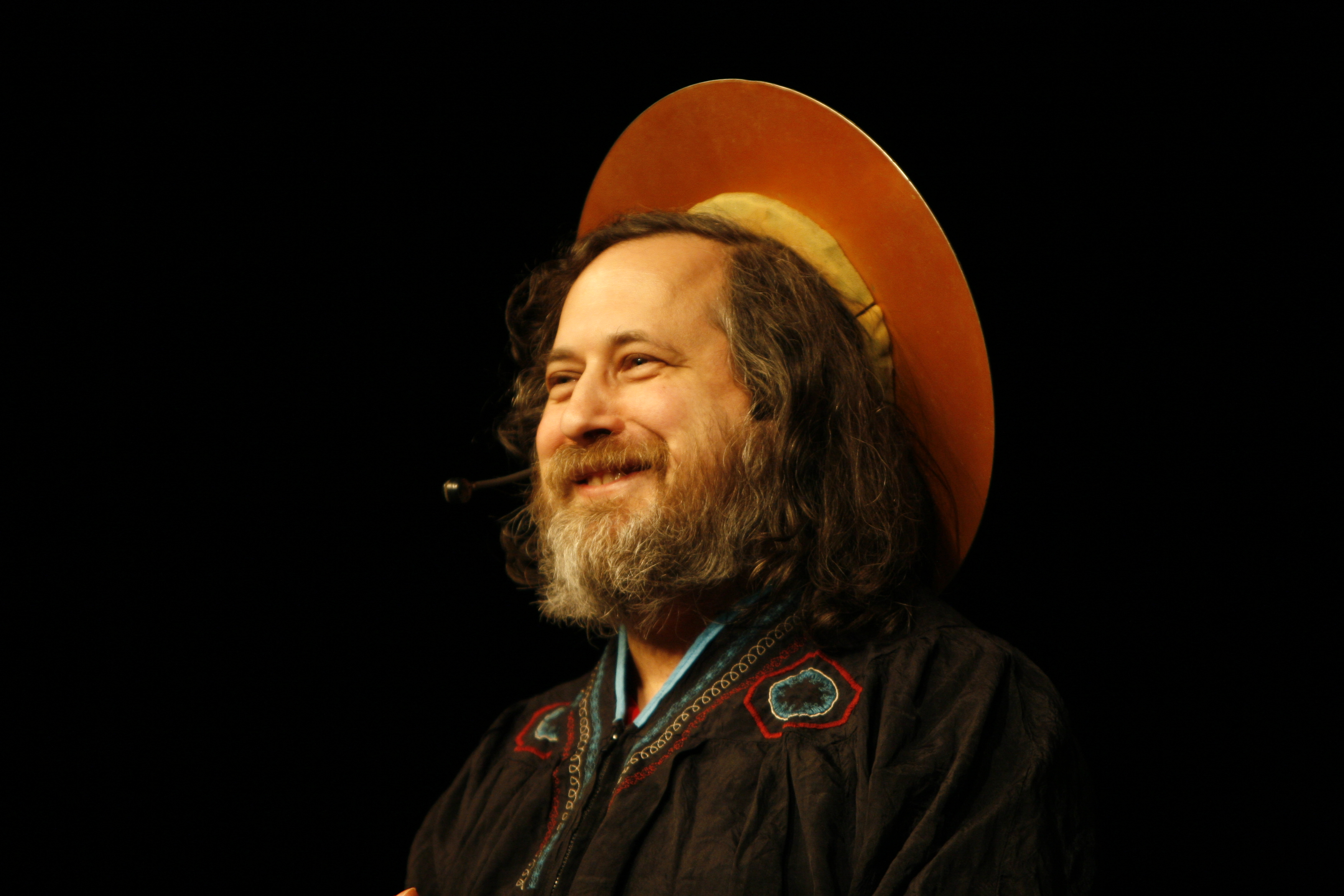
Richard Stallman jako św. IGNUcy, święty Kościoła Emacsa

Zwolennicy Emacsa bywają nazywani Kościołem Emacsa – w „kościele” tym używanie wolnej wersji vi nie jest grzechem. Jest pokutą.
Z kolei dowcipy o Emacsie dotyczą zwykle jego rozmiarów oraz „przerostu” funkcjonalności niezwiązanej z edycją, np. „Emacs to świetny system operacyjny, szkoda tylko, że nie ma dla niego dobrego edytora”. Jednakże te słowa mogą również znaczyć, że Vi nie jest dobrym edytorem, gdyż w Emacsie zawarty jest tryb symulujący Vi. Popularne również są alternatywne rozwinięcia wyjaśnienia nazwy EMACS typu:
- Eight Megabytes And Constantly Swapping.
- Escape Meta Alt Control Shift (ze względu na bardzo rozbudowaną klawiszologię).
- EMACS Makes A Computer Slow[6].

Celem dowcipów stał się także wbudowany w Emacsie moduł psychoanalizy (ELIZA).